# Gouvernement provisoire de Nicolas Grunitzky
Pour les articles homonymes, voir Gouvernement de Nicolas Grunitzky.
À la suite du coup d'état ayant entraîné la mort du Président de la République S.E. Sylvanus Olympio et l'arrestation ou la fuite des autres membres du gouvernement, le comité insurrectionnel a suspendu tous les autres pouvoirs légaux et donné mandat à Nicolas Grunitzky pour assumer provisoirement les pouvoirs de la République du Togo.

## Composition
La constitution du Gouvernement provisoire de la République togolaise est arrêté comme suit :
- Nicolas Grunitzky, Ministre des Affaires étrangères, de l'Intérieur et de la Défense nationale
- Antoine Meatchi, Ministre des Finances, des Travaux publics, des Transports, des Postes et Télécommunications
- Hermann Messavussu, Ministre du Commerce, de l'Économie et de la Justice
- Noé Kutuklui, Ministre des Affaires sociales, du Travail et de la Fonction publique
- Salomon Atayi, Ministre de l'Économie rurale
- Pana Ombri, Ministre de l'Information
- Barthélémy Lambony, Ministre de l'Éducation nationale